# María Dolores Soria Mayor
María Dolores Soria Mayor, más conocida como Loli Soria (1948-2004), fue una paleontóloga española.

## Trayectoria
Licenciada en Ciencias Biológicas en 1971, hasta 1973 fue profesora de Ciencias Naturales en el colegio Corazón de María en Ciudad Lineal. En 1973 y 1974 estudió y trabajó en Alemania y tras su regreso empezó su tesis de grado sobre el cánido Nyctereutes, hallado en el yacimiento kárstico de Layna (Soria); en ese tiempo también publicó sobre otra especie de ese yacimiento, el roedor Blancomys neglectus.
Fue contratada como colaborada del Consejo Superior de Investigaciones Científicas (CSIC) en 1974 y en 1981 obtuvo la plaza de Científico Titular en el Museo Nacional de Ciencias Naturales, donde fue jefa del departamento de Paleobiología entre 1996 y 2001.
En 1974 colaboró en la conferencia internacional sobre Bioestratigrafía continental del Neógeno Superior y Cuaternario Inferior. Al año siguiente participó en el VI Congreso del Comité Regional de Estratigrafía del Neógeno Mediterráneo, en Bratislava. También formó parte del equipo investigador de los fósiles miocenos de Venta del Moro, Loranca o Cerro de los Batallones, entre otros.
En 1978 fue profesora de Zoología de Vertebrados en la facultad de Ciencias de la Universidad Mayor de San Andrés, en La Paz, y formó parte del Comité Coordinador del Programa El Hombre y la Biosfera de la UNESCO.
Dirigió varios proyectos de investigación que profundizaron en el conocimiento de la diversidad, la evolución, la bioestratigrafía y la paleoecología de grupos de rumiantes. Entre ellos, destacó su trabajo con el equipo del programa francés que desde 1994 busca y estudia la Paleontología del Cenozoico de Namibia y con el equipo español junto al lago Natrón, Tanzania. Era experta en carnívoros de la era cenozoica, linajes extinguidos de rumiantes y en la evolución de los mamíferos de Sudamérica.

## Homenajes
En 2009 el Museo Nacional de Ciencias Naturales le dedicó el volumen monográfico Notas para la historia reciente del Museo Nacional de Ciencias Naturales. Homenaje a Dolores Soria Mayor.

### Taxones dedicados
- Cricetodon soriae Hernández Fernández y colaboradores, 2006. Una especie de cricetino del yacimiento de Somosaguas (Madrid)[5]
- Gacella soriae Alcalá y Morales, 2006. Una especie de antilopino del yacimiento de La Calera (Teruel)[6]
- Parabos soriae Morales, 1984. Una especie de bovino del yacimiento de Venta del Moro (Valencia).[7]